# 中華航空 (1938年)
中華航空，全稱為中華航空股份有限公司（日语：中華航空株式会社），是第二次世界大戰期間於日軍佔領區營運的航空公司，與1959年在中華民國臺北市成立的中華航空並無直接關連。

## 沿革

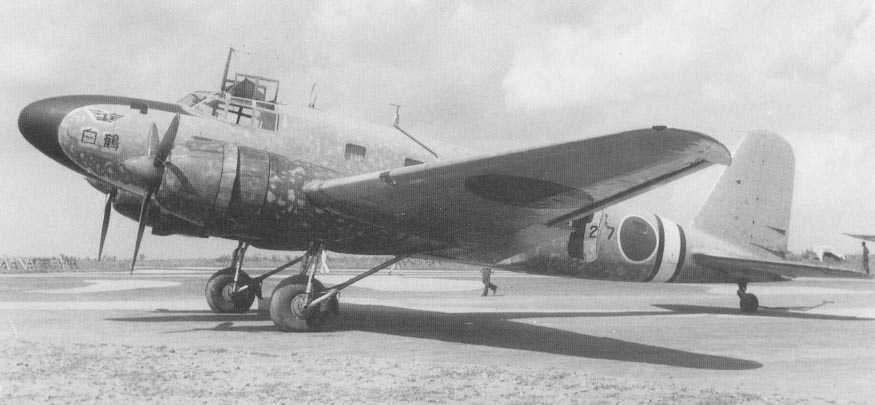
中華航空所屬的「白鶴號」（三菱MC-20）

該公司前身是中國冀察政務委員會與日本關東軍在1936年合辦的「惠通航空股份有限公司」，於1938年12月16日正式成立，主要股東有中華民國臨時政府、中華民國維新政府、蒙疆聯合委員會、惠通航空與大日本航空，名義上是「中日合資」（日支合辦），但實際上主控權完全在日方手中。該公司的總裁為兒玉常雄（兒玉源太郎四子，大日本航空首任總裁）。
該公司負責日本在中國佔領區的航空業務，於1940年4月1日開設上海廣東線，後隨日軍戰況迅速擴展航空網絡，與滿洲航空、大日本航空共同組成一個航空網，而原先在中華民國境內經營航線的歐美各國航空公司則被迫放棄或縮短所經營的航線。但在1945年8月15日日本投降後，隨之解散。

## 出資比例
| 出資方           | 設立時（1938年12月16日） | 增資時（1939年9月11日） | 備註                         |
| ---------------- | ------------------------ | ----------------------- | ---------------------------- |
| 中華民國臨時政府 | 180萬圓                  | 1000萬圓                |                              |
| 中華民國維新政府 | 200萬圓                  | 1000萬圓                |                              |
| 蒙疆聯合委員會   | 20萬圓                   | 100萬圓                 |                              |
| 惠通航空         | 100萬圓                  |                         | 以提供實物的方式出資         |
| 大日本航空       | 100萬圓                  | 2900萬圓                | 1938年時以提供實物的方式出資 |
| 單位：日圓       |                          |                         |                              |

### 列表
- 日本民間航空史、佐藤一一著、國書刊行會（日语：国書刊行会）、2003年出版

## 外部連結
- 中華航空株式会社設立要綱